# Julio Gaona
Julio César Gaona (Villa Celina, Provincia de Buenos Aires, Argentina; 5 de febrero de 1964) es un exfutbolista y actual director técnico argentino. Jugaba como mediocampista ofensivo o enganche y su primer equipo fue Platense. Su último club antes de retirarse fue Deportivo Español.

## Trayectoria

### Como jugador
Hizo las divisiones inferiores en Platense, allí jugó hasta 1984. A principios de 1985 fue traspasado a Independiente Santa Fe de Colombia, pero mitad de año regresó a Argentina para jugar en Unión de Santa Fe. En 1986 volvió a su club de origen, Platense, siendo su segundo y último paso por aquella institución. En 1987 volvió a jugar en el exterior, para Sportivo Luqueño de Paraguay. Desde 1987 a 1988 jugó en Belgrano y de 1988 a 1989 jugó en Deportivo Español, cumpliendo una gran actuación despertó el interés de varios clubes grandes del fútbol argentino, finalmente a mediados de 1989 fue adquirido por Boca Juniors, allí estuvo hasta 1991 disputando 16 partidos y convirtiendo 2 goles. Aunque demostró gran técnica, tuvo varias lesiones que lo marginaron en la mayoría de los encuentros. En 1992 volvió a Deportivo Español para retirarse definitivamente del fútbol, cumpliendo una gran campaña bajo la dirección técnica de Carlos Aimar.

### Como entrenador
En 1999 trabajó en el fútbol de Japón. Luego, se convirtió en ayudante de campo de Néstor Omar Píccoli. En 2008 tuvo un breve paso como entrenador, en Estudiantes de Caseros, dirigiendo 14 encuentros de los cuales ganó 6, empató 5 y perdió 3, dejando su cargo por amenazas de barras del club. También fue ayudante de campo de Enrique Hrabina mucho tiempo. En 2012 inició su segundo período como director técnico de Estudiantes de Caseros.

## Clubes

### Como jugador
| Club                   | País      | Año       |
| ---------------------- | --------- | --------- |
| Platense               | Argentina | 1982-1984 |
| Independiente Santa Fe | Colombia  | 1985      |
| Unión de Santa Fe      | Argentina | 1985      |
| Platense               | Argentina | 1986      |
| Sportivo Luqueño       | Paraguay  | 1987      |
| Belgrano de Córdoba    | Argentina | 1987-1988 |
| Deportivo Español      | Argentina | 1988-1989 |
| Boca Juniors           | Argentina | 1989-1991 |
| Deportivo Español      | Argentina | 1992      |

### Como asistente técnico
| Club                    | País      | Año       |
| ----------------------- | --------- | --------- |
| Avispa Fukuoka          | Japón     | 2000-2001 |
| Los Andes               | Argentina | 2008-2009 |
| San Martín de San Juan  | Argentina | 2009-2010 |
| Atlético Tucumán        | Argentina | 2010-2011 |
| Independiente Rivadavia | Argentina | 2011      |

### Como entrenador
| Club                   | País      | Año  |
| ---------------------- | --------- | ---- |
| Estudiantes de Caseros | Argentina | 2008 |
| Estudiantes de Caseros | Argentina | 2012 |

## Selección nacional

### Participaciones en Copas del Mundo
| Copa                      | Sede   | Resultado  | PJ | G |
| ------------------------- | ------ | ---------- | -- | - |
| Copa Mundial Juvenil 1983 | México | Subcampeón | 6  | 1 |

## Palmarés
| Título                 | Club         | País      | Año  |
| ---------------------- | ------------ | --------- | ---- |
| Supercopa Sudamericana | Boca Juniors | Argentina | 1989 |